# Rebecca Schaeffer
Rebecca Lucile Schaeffer (* 6. November 1967 in Portland, Oregon; † 18. Juli 1989 in West Hollywood, Kalifornien) war eine US-amerikanische Filmschauspielerin und Fotomodell.

## Leben
Rebecca Schaeffer besuchte zunächst die Schule und begann im Alter von 16 Jahren in New York als Model zu arbeiten. Für vier Monate zog sie nach Japan, wo sie ebenfalls vor der Fotokamera agierte.
1985 gab sie ihr Filmdebüt in der Seifenoper One Life to Live. Ihre Rolle der Patti Russell in der Sitcom My Sister Sam (von 1986 bis 1988) steigerte in den Vereinigten Staaten ihren Bekanntheitsgrad. 1987 übernahm sie eine Rolle in dem Woody-Allen-Film Radio Days. In ihrem vorletzten Film Die Entführung der Achille Lauro, der auf tatsächlichen Ereignissen basierte, spielte sie neben Burt Lancaster, Eva Marie Saint und Dominique Sanda.
Anfang 1989 übernahm sie die Funktion als Sprecherin für Thursday's Child, einer karitativen Einrichtung für kriminelle Jugendliche.

## Privatleben
Schaeffer war kurzzeitig mit dem Filmschauspieler Stephen Gregory liiert, ehe sie zuletzt mit Brad Silberling zusammenkam. Den frühen Tod der Schauspielerin nahm Gregory zum Anlass, sich für knapp zehn Jahre von der Schauspielerei zurückzuziehen. Silberling verarbeitete die Ermordung seiner Freundin mit dem Film Moonlight Mile, für den er das Drehbuch schrieb und Regie führte.

## Tod
Schaeffer wurde von Robert John Bardo getötet, einem erst 19 Jahre alten Stalker, der sie seit Beginn ihrer Karriere verfolgt hatte. Bardo, der ihr Liebesbriefe schrieb und um ein Treffen bat, beauftragte einen Privatdetektiv mit der Ermittlung ihrer Privatadresse, die er schließlich über die kalifornische Kfz-Zulassungsbehörde erhielt.
Am Morgen des 18. Juli 1989 bereitete sich Rebecca Schaeffer auf einen Castingtermin für Francis Ford Coppolas Der Pate III vor. Bardo klingelte an ihrer Haustür und zeigte Schaeffer einen Brief, den sie ihm kürzlich hatte zukommen lassen. Nach einem kurzen Gespräch bat Schaeffer Bardo sie nicht noch einmal aufzusuchen. Bardo frühstückte in einem nahgelegenen Restaurant und kehrte nach einer Stunde zurück zu Schaeffers Appartement. Nachdem Schaeffer erneut die Tür öffnete, zog Bardo eine Pistole aus einer braunen Papiertüte und schoss ihr aus kurzer Distanz in die Brust. Bardo floh und Schaeffer wurde vom Rettungsdienst ins Cedars-Sinai Medical Center gebracht, wo nach einer halben Stunde ihr Tod verkündet wurde.

## Nachspiel
Die Polizei nahm den Täter einen Tag später in Tucson (Arizona) fest, als er versuchte, sich auf dem Interstate 10 überfahren zu lassen. Bei Vernehmungen stellte sich heraus, dass Bardo auch andere Schauspielerinnen, darunter die Sängerinnen Debbie Gibson (18) und Tiffany (17), verfolgt hatte. Tiffany hatte er einen Teddybären ins Studio geschickt.
Robert John Bardo wurde am 20. Dezember 1991 zu einer lebenslangen Freiheitsstrafe verurteilt ohne die Möglichkeit einer frühzeitigeren Entlassung. Er wurde im Juli 2007 von einem Mithäftling attackiert und durch mehrere Messerstiche verletzt.
Rebecca Schaeffer wurde, ihrem Glauben entsprechend, in ihrer Heimatstadt Portland auf dem jüdischen Friedhof beigesetzt.
Ihr Schicksal nahmen die Behörden zum Anlass, ein Gesetz zu verabschieden, das die Weitergabe persönlicher Daten an Dritte drastisch einschränkte. Außerdem wurden die Gesetze zur Bekämpfung von Stalking verschärft.

## Filmografie (Auswahl)
- 1986–1988: My Sister Sam (Fernsehserie)
- 1987: Radio Days
- 1988: Out of Time
- 1989: Luxus, Sex und Lotterleben (Scenes from the Class Struggle in Beverly Hills)
- 1990: Die Entführung der Achille Lauro (Voyage of Terror: The Achille Lauro Affair)